# Urvin Lee
Urvin ("Ervin") Etiënne Lee (Amsterdam, 18 augustus 1973) is een oud-profvoetballer uit Nederland, die speelde als verdediger. Hij kwam achtereenvolgens uit voor HFC Haarlem, Fortuna Sittard, AZ en Stormvogels Telstar.
Nadat Lee zijn profloopbaan had beëindigd in 2003 speelde hij in het amateurvoetbal bij DOVO (2003–04), FC Lisse (2004–05), FC Blauw-Wit Amsterdam (2005–06), wederom DOVO (2006–07), DVS'33 (2007–08), Türkiyemspor (2008–09) en SV Huizen (2009–12). Hij bouwde af in een lager team bij Huizen. Daar trainde hij ook de beloften en was assistent-trainer bij het eerste team. Van december 2014 tot juni 2015 was hij assistent-trainer bij het Surinaams voetbalelftal.